# Gabriel Fernández Arenas
Gabriel Fernández Arenas (sinh 10 tháng 7 năm 1983), hay còn được gọi là Gabi, cựu cầu thủ bóng đá chơi ở tiền vệ phòng ngự, hiện đang là huấn luyện viên của U-19 Getafe.

## Sự nghiệp

### Atlético Madrid
Gabi được sinh tại Madrid. Là sản phẩm của lò đào tạo trẻ Atlético Madrid trong giai đoạn 2003–04 La Liga.

### Zaragoza
Năm 2007 Gabi gia nhập Real Zaragoza với mức giá 9 triệu €,với bản hợp đồng 4 năm..

### Trở lại Atlético
Năm 2011 Gabi trở lại Atlético Madrid, với mức phí €3 triệu..
Tại đây anh thi đấu cùng với Mario Suarez cùng với vị trí tiền vệ phòng ngự. Khi Diego Simeone đến dẫn dắt CLB, anh đã được trao chiếc băng đội trưởng.Mùa giải 2013-2014 là mùa giải thăng hoa của Gabi khi lọt vào đội hình tiêu biểu La Liga của năm cho vị trí tiền vệ, góp phần không nhỏ cho ngôi vô địch La Liga 2013-2014 của đội bóng.

## Danh hiệu

### Câu lạc bộ
Atlético Madrid
- UEFA Europa League: 2011–12
- La Liga: 2013–14
- Siêu cúp châu Âu: 2012
- Copa del Rey: 2012–13
- Siêu cúp Tây Ban Nha: Á quân 2013

### Đội tuyển quốc gia
U20 Tây Ban Nha
- FIFA U-20 World Cup: Á quân 2003

## Thống kê sự nghiệp
Tính đến 22 tháng 11 năm 2015
| Câu lạc bộ          | Mùa giải            | Giải đấu            | Giải đấu | Giải đấu | Copa del Rey | Copa del Rey | Châu lục | Châu lục | Khác | Khác | Tổng cộng | Tổng cộng |
| Câu lạc bộ          | Mùa giải            |                     | Trận     | Bàn      | Trận         | Bàn          | Trận     | Bàn      | Trận | Bàn  | Trận      | Bàn       |
| ------------------- | ------------------- | ------------------- | -------- | -------- | ------------ | ------------ | -------- | -------- | ---- | ---- | --------- | --------- |
| Atlético Madrid     | 2003–04             | La Liga             | 6        | 0        | 1            | 0            | —        | —        | —    | —    | 7         | 0         |
| Atlético Madrid     | 2004–05             | La Liga             | 0        | 0        | 0            | 0            | 0        | 0        | —    | —    | 0         | 0         |
| Atlético Madrid     | 2005–06             | La Liga             | 32       | 1        | 1            | 0            | —        | —        | —    | —    | 33        | 1         |
| Atlético Madrid     | 2006–07             | La Liga             | 20       | 0        | 2            | 0            | —        | —        | —    | —    | 22        | 1         |
| Atlético Madrid     | Tổng cộng           | Tổng cộng           | 58       | 1        | 4            | 0            | 0        | 0        | —    | —    | 62        | 1         |
| Getafe              | 2004–05             | La Liga             | 32       | 2        | 2            | 0            | —        | —        | —    | —    | 34        | 2         |
| Getafe              | Tổng cộng           | Tổng cộng           | 32       | 2        | 2            | 0            | —        | —        | —    | —    | 34        | 2         |
| Zaragoza            | 2007–08             | La Liga             | 32       | 0        | 3            | 0            | 2        | 0        | —    | —    | 37        | 0         |
| Zaragoza            | 2008–09             | Segunda División    | 35       | 4        | 0            | 0            | —        | —        | —    | —    | 35        | 4         |
| Zaragoza            | 2009–10             | La Liga             | 32       | 1        | 2            | 0            | —        | —        | —    | —    | 34        | 1         |
| Zaragoza            | 2010–11             | La Liga             | 36       | 11       | 2            | 1            | —        | —        | —    | —    | 38        | 12        |
| Zaragoza            | Tổng cộng           | Tổng cộng           | 135      | 16       | 7            | 1            | 2        | 0        | —    | —    | 144       | 17        |
| Atlético Madrid     | 2011–12             | La Liga             | 31       | 2        | 1            | 0            | 17       | 1        | —    | —    | 49        | 3         |
| Atlético Madrid     | 2012–13             | La Liga             | 35       | 0        | 8            | 0            | 2        | 0        | 1    | 0    | 46        | 0         |
| Atlético Madrid     | 2013–14             | La Liga             | 30       | 3        | 7            | 0            | 10       | 0        | 2    | 0    | 49        | 3         |
| Atlético Madrid     | 2014–15             | La Liga             | 34       | 0        | 5            | 0            | 7        | 0        | 2    | 0    | 48        | 0         |
| Atlético Madrid     | 2015–16             | La Liga             | 12       | 1        | 0            | 0            | 5        | 0        | 0    | 0    | 17        | 1         |
| Atlético Madrid     | Tổng cộng           | Tổng cộng           | 141      | 6        | 21           | 0            | 42       | 1        | 4    | 0    | 217       | 7         |
| Tổng cộng sự nghiệp | Tổng cộng sự nghiệp | Tổng cộng sự nghiệp | 372      | 24       | 34           | 1            | 42       | 1        | 4    | 0    | 464       | 26        |

1. 1 2 3  Các trận tại UEFA Europa League
2. ↑  Các trận tại Siêu cúp châu Âu
3. 1 2 3  Các trận tại UEFA Champions League
4. 1 2 3  Các trận tại Siêu cúp Tây Ban Nha